# Luigi Fabbi
Luigi Pietro Salvatore Fabbi, mais conhecido como Luís Fabbi (San Secondo Parmense, 2 de maio de 1890 — São Paulo, 9 de novembro de 1966), foi um futebolista italiano radicado no Brasil, autor do primeiro gol da história do Corinthians.

## Início
Fabbi chegou ao Brasil no mesmo dia em que completou um ano de idade junto com seus pais, Battista Fabbi e Maddalena Bogliani, e a irmã Noemi. Fabbi é irmão do também jogador e treinador de futebol Matturio Fabbi, que era conhecido como Fabbi II.

## Carreira

### A estreia varzeana e o primeiro gol
O Corinthians estreou jogando na várzea, apenas dez dias depois de sua fundação, e estreou com derrota: 1–0 para o União Lapa. Quatro dias depois, o time entrava novamente em campo, dessa vez para conseguir sua primeira vitória, sobre outro time da várzea paulistana: o Estrela Polar — na época, considerado um temível clube varzeano. O jogo, que ocorreu no dia 14 de setembro, no Campo do Lenheiro (Rua dos Imigrantes, Bom Retiro), terminou em 2–0 para o recém criado Corinthians, com gols de Fabbi e Jorge Campbell.
Corinthians: Valente, Perrone  e Attilio; Lepre, Alfredo e Police; João da Silva, Jorge Campbell, Fabbi, César Nunes e Joaquim Ambrósio.
Estrela Polar: Escalação indisponível.

### A estreia na elite
Após três anos atuando na várzea, o Corinthians consegue ingressar no campeonato oficial. Mas, para isso teve, antes, que encarar dois jogos eliminatórios. No primeiro jogo, venceu o Minas Gerais por 1-0. No segundo uma sonora goleada por 4–0 contra o  Football Club São Paulo, do bairro do Bixiga (clube que não tem nenhuma ligação com o São Paulo Futebol Clube que só veio a ser fundado em 1930). A partida foi realizada no dia 30 de março de 1913, no Velódromo de São Paulo (Bom Retiro), e valeu a vaga no Campeonato Paulista de 1913. Os gols foram de Fabbi (duas vezes), Peres e Campanella.
Corinthians: Casemiro do Amaral, Fúlvio e González ; Police, Alfredo e Lepre; César Nunes, Peres, Fabbi, Rodrigues e Campanella.
FC São Paulo: Moreira, Eugênio e Villaça; Vicente, Luís e Geraldo; Dante, Eurico, Mariano, João e Mário.

### A saída do Corinthians
Luiz Fabbi saiu do Corinthians em setembro de 1913. De acordo com seu neto, um comerciante do Bom Retiro ofereceu uma bandeira e um jogo uniformes para o Corinthians em troca de seu filho entrar para o time. Foi decidido que o filho do comerciante entraria no segundo quadro na vaga de Matturio Fabbi, irmão mais novo de Luiz. Revoltados com essa situação, os irmãos Fabbi discutiram com a diretoria alvinegra e deixaram o clube.

### Clube Atlético Concórdia

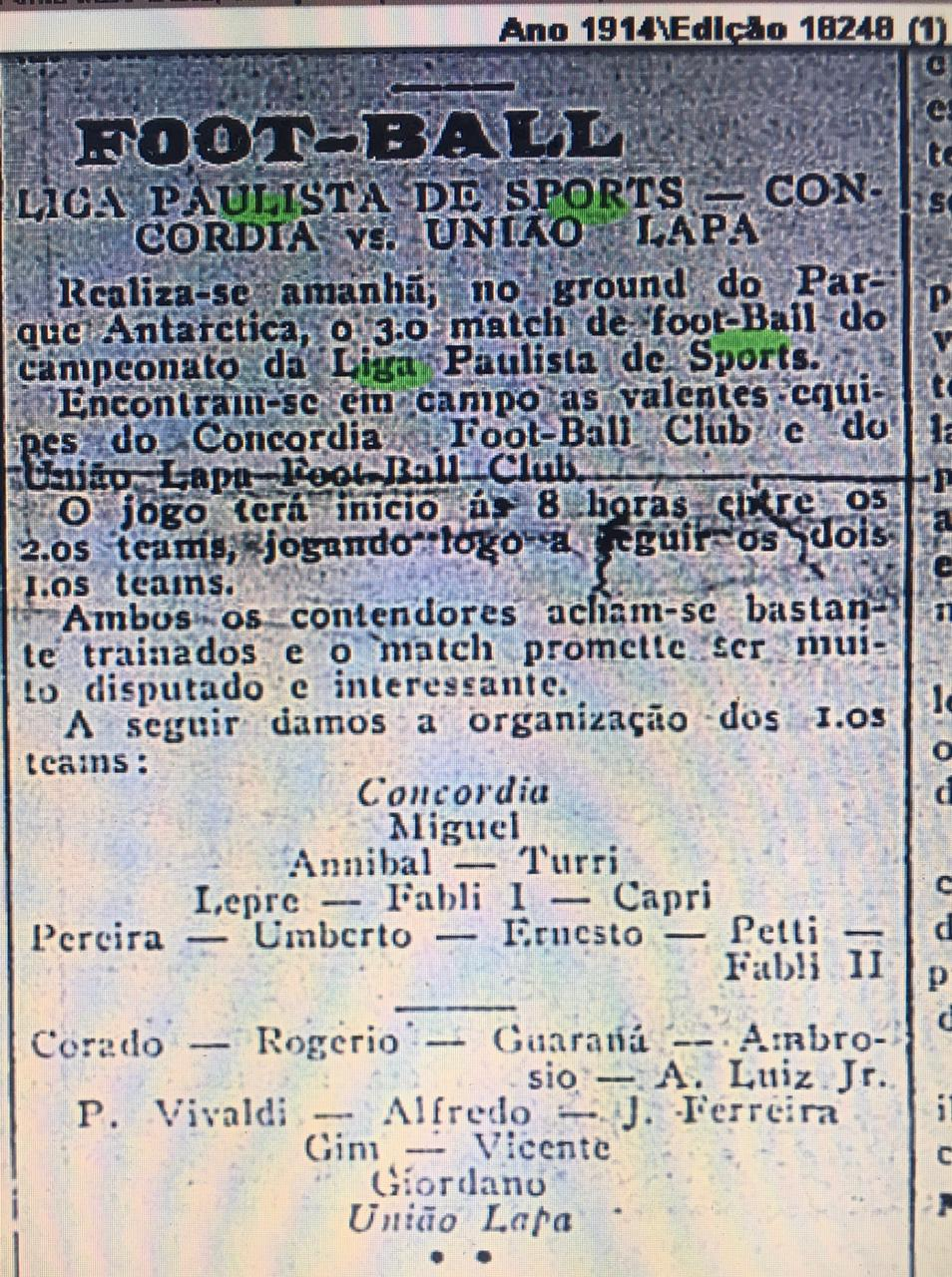
O Correio Paulistano registrou os jogos do campeonato, bem como a premiação ao Concórdia, campeão do torneio, que contou com os irmãos Fabbi como titulares.

Já no ano seguinte, 1914, os irmãos Fabbi se inscreveram no Clube Atlético Concórdia. Esta era a equipe de futebol criada pelos membros do clube social de mesmo nome com sede no bairro do Brás. No mesmo ano, no mês de março, foi fundada a Liga Paulista de Sports, que reunia os clubes que não conseguiram vaga nos campeonatos da APSA e da Liga Paulista de Futebol. O campeonato da Liga de Sports foi disputado de abril a outubro e o Concórdia foi o campeão após vencer o União Lapa, por 1 a 0, no jogo decisivo. Os irmãos Fabbi eram titulares da equipe, onde Luiz Fabbi era "Fabbi I" e Matturo Fabbi era "Fabbi II". 

### Palestra Italia
Em 1915 os irmãos Fabbi deixaram o Concórdia e se inscreveram no Palestra Italia. No novo clube, porém, Luiz Fabbi atuou na equipe principal apenas no segundo amistoso da história palestrina, no dia 29 de junho de 1915 e, a partir daí, passou a jogar somente na equipe "extra", como era chamada a equipe reserva que fazia amistosos na capital e no interior do estado.

## Títulos
Concórdia
- Campeonato Paulista da Liga Paulista de Sports: 1914